# Jørn Riel

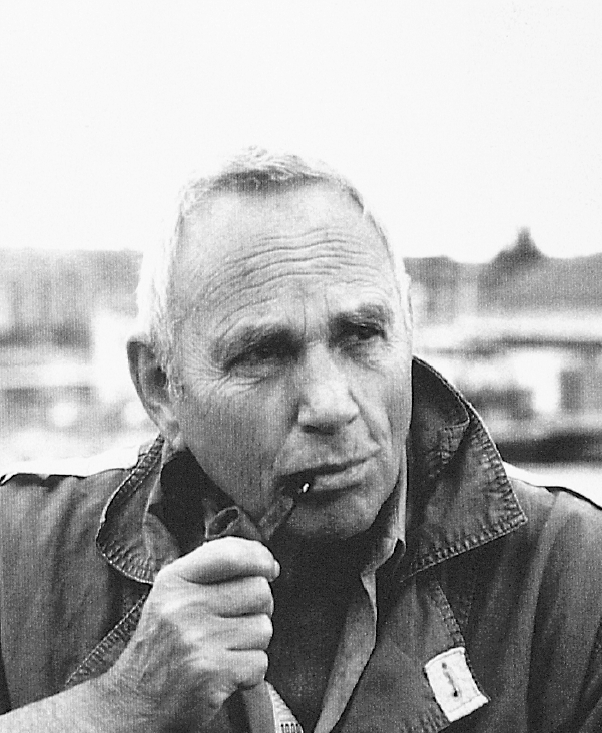
Jørn Riel (2013)

Jørn Riel (* 23. Juli 1931 in Odense; † 18. August 2023 in Kuala Lumpur, Malaysia) war ein dänischer Schriftsteller.

## Leben
Der ausgebildete Funker und Navigator Riel beteiligte sich von 1951 bis 1953 an einer Expedition nach Nordostgrönland, um meteorologische Untersuchungen durchzuführen. Insgesamt verbrachte er 16 Jahre in Grönland. In den 1960er-Jahren bereiste er die Westindischen Inseln, Nordafrika und Südostasien. Für die Vereinten Nationen arbeitete er in Jordanien und Syrien. Er lebte zuletzt abwechselnd in Skandinavien und Malaysia. In letzterem starb er am 18. August 2023 im Alter von 92 Jahren.

## Werk
Riels Erzählungen und Romane spielen größtenteils in der Arktis. Während er 1951 mit einem Inuk als Begleiter in Nordostgrönland überwinterte, begann er zum Zeitvertreib Geschichten zu schreiben und zu erzählen. Seine Erzählungen stehen in der skandinavischen Tradition der mündlich überlieferten Sagen. Zugrunde liegen ihnen die Erzählungen der skandinavischen Jäger in Nordostgrönland, die Riel noch kennenlernte, bevor ihre Stützpunkte in den 1950er-Jahren geschlossen wurden. Riel verfasste über 40 Bücher, die in zahlreiche Sprachen übersetzt wurden. In Dänemark erzielten seine Bücher eine Gesamtauflage von mehr als einer Million.

## Auszeichnungen
- 1994 De Gyldne Laurbær des dänischen Buchhändlerverbandes
- 2010 Großer Preis der Dänischen Akademie für sein Lebenswerk

## Bibliographie
- 1970 En fortælling hvoraf man får et smukt ansigt. dt. in: Das Haus meiner Väter. Union, Zürich 2000, ISBN 3-293-20183-0.
- 1971 Vorherres rævefælde.dt. in: Das Haus meiner Väter. Union, Zürich 2000, ISBN 3-293-20183-0.
- 1972 Det første af altings fest. dt. in: Das Haus meiner Väter. Union, Zürich 2000, ISBN 3-293-20183-0.
- 1972 Pigen som søgte Havets Mor. Eventyr fra Grønland. (Kinderbuch) dt. Pani und die Meermutter : Märchen aus Grönland. Edition Bergh, Zug 1976, ISBN 3-88065-059-4.
- 1973 Da Higginbottom tabte sin skygge.
- 1973 Satans til Higginbottom.
- 1974 Den fede, hvide Tuan. (Erzählungen)
- 1974 Den kolde jomfru og andre skrøner. (Fabeln) dt. in Zu viel Glück auf einmal. dt. Union, Zürich 2004, ISBN 3-293-20303-5.
- 1975 En arktisk safari og andre skrøner. (Fabeln) dt. Nicht alle Eisbären halten Winterschlaf. Union, Zürich 2001, ISBN 3-293-00281-1.
- 1975 Før morgendagen. dt. Vor dem Morgen. Union, Zürich 2006, ISBN 3-293-00355-9.
- 1976 Du bor i dit navn.
- 1976 En underlig duel og andre skrøner. (Fabeln)
- 1977 Floder i havet.
- 1977 Helvedespræsten og andre skrøner. (Fabeln) dt. in Zu viel Glück auf einmal. Union, Zürich 2004, ISBN 3-293-20303-5.
- 1978 De gule blades ånd.
- 1978 Strejfer mine drømme.
- 1979 Drengen som ville være menneske. (Kinderbuch)
- 1979 Sarfartut / Strømsteder. (Gedichte)
- 1979 Ungkarlehuset.
- 1980 Leiv, Narua og Apuluk. (Kinderbuch)
- 1980 Rejsen til Nanga - en usædvanlig lang skrøne.
- 1980 Videre mod Nord. (Kinderbuch)
- 1981 Den lange neger og andre fortællinger. (Erzählungen)
- 1982 Den blå dør.
- 1982 Frk. Biancas dybe fald.
- 1983 Sangen for livet – Heq. dt. in: Gesang des Lebens. Die Grönland-Saga. Union, Zürich (2008)
- 1984 Sangen for livet – Soré. dt. in: Gesang des Lebens. Die Grönland-Saga. Union, Zürich (2008)
- 1985 Sangen for livet – Arluk. dt. in: Gesang des Lebens. Die Grönland-Saga. Union, Zürich (2008)
- 1986 En lodret løgn og andre skrøner. (Fabeln)
- 1988 Signalkanonen og andre skrøner. (Fabeln)
- 1989 Skrøner fra et rejseliv. (Fabeln)
- 1990 Den sorte mand. Fortællinger fra Afrika, Grønland og Østen. (Erzählungen)
- 1992 Flere skrøner fra et rejseliv. (Fabeln)
- 1992 Kløften.
- 1993 Haldurs ballader og andre skrøner. (Fabeln)
- 1994 Cirkulæret og andre skrøner. (Fabeln)
- 1996 Forliset og andre skrøner. (Fabeln)
- 1997 Den gode væver. Fortællinger fra Afrika, Canada og Østen. (Erzählungen)
- 1998 En antikvarboghandlers erindring.
- 1999 Den pjaltede mand og andre skrøner.
- 2001 Samlede skrøner fra Nordøstgrønland: 1974–1980. (Hrsg.)
- 2001 Samlede skrøner fra Nordøstgrønland: 1986–1996. (Hrsg.)
- 2002 Avigtat: eskimoliv. (Bildband)
- 2002 Samlede skrøner fra et rejseliv. (Hrsg.)

## Verfilmungen
Der Roman Vor dem Morgen wurde von Marie-Hélène Cousineau und Madeline Ivalu unter dem Titel Le Jour avant le lendemain verfilmt. Der Film erschien 2008.

## Comic
Die Graphic Novel Grönland Odyssee des Zeichners Hervé Tanquerelle basiert auf den Geschichten Riels.